# Гирько, Сергей Иванович
Сергей Иванович Гирько (род. 25 апреля 1958, Елизово, Камчатская область, РСФСР, СССР) — советский и российский деятель органов внутренних дел, криминалист. Начальник Всероссийского научно-исследовательского института МВД России с 30 апреля 2005 по 5 февраля 2015. Генерал-майор полиции (2011). 
Доктор юридических наук (2004), профессор. Заслуженный деятель науки Российской Федерации (2009). Автор более 120 научных трудов по проблемам уголовно-процессуальной деятельности милиции и другим актуальным вопросам организации борьбы с преступностью.

## Биография
Родился 25 апреля 1958 в городе Елизово Камчатской области. До 1972 проживал вместе с родителями в городе Петропавловск-Камчатский. В 14-ти летнем возрасте, в связи с переводом отца на новое место службы, переехал в город Обнинск Калужской области, где обучался в средней школе № 5. 
С 1975 по 1979 обучался в Карагандинской высшей школе МВД СССР на факультете криминалистики. По окончании высшей школы работал следователем в системе 8 ГУ МВД СССР до февраля 1987, где постепенно получил должность старшего следователя, а затем — начальника следственного отделения.
С 1987 по 1994 — работал в городе Обнинск — преподаватель Обнинского филиала Всероссийского института повышения квалификации (ВИПК) МВД СССР, где в 1992 защитил кандидатскую диссертацию. С 1992 по 1994 — доцент Обнинского филиала РИПК.
С 1994 по 1998 — в Центральном аппарате МВД России — старший инспектор, начальник отдела по особым поручениям отдела организационно-методического обеспечения дознания Департамента охраны общественного порядка МВД России.
С 1998 по 2000 обучался в Академии управления МВД России, которую окончил с отличием.
Совмещая учёбу с работой, с 1999 по 2000 — заместитель начальника Управления по взаимодействию с федеральными органами государственной власти Главного управления правовой работы и внешних связей МВД России.
С ноября 2000 по ноябрь 2001 — заместитель начальника ГУООП МВД России, затем — начальником Управления лицензионно-разрешительной работы.
С ноября 2001 по апрель 2002 — заместитель начальника ГУООП, затем — начальник Управления профилактической работы Службы охраны общественного порядка ГУООП МВД России.
С 30 апреля 2005 по 5 февраля 2015 — начальник Всероссийского научно-исследовательского института МВД России. Назначен приказом министра внутренних дел Российской Федерации, 30 апреля 2005 назначение подтверждено Указом Президента Российской Федерации.
С 21 января 2011 по 14 февраля 2015 — член научного совета при Совете Безопасности Российской Федерации.
В марте 2011 открыто выступил против сокращения штата ВНИИ МВД на 30 %, которое предполагалось провести в рамках реформы МВД, за что получил уведомление о непродлении контракта на должность руководителя ВНИИ.
Указом Президента Российской Федерации от 11 июня 2011 присвоено специальное звание «генерал-майор полиции»; этим же указом он был повторно назначен на должность начальника ВНИИ МВД России, после пройденной ранее переаттестации.
Указом Президента Российской Федерации от 5 февраля 2015 освобождён от должности начальника Всероссийского научно-исследовательского института МВД России.

## Научная деятельность
В 1992 защитил диссертация на соискание учёной степени кандидата юридических наук на тему: «Особенности расследования по делам о дорожно-транспортных преступлениях».
В 2004 защитил диссертацию на соискание учёной степени доктора юридических наук на тему: «Уголовно-процессуальные функции милиции: теоретические, правовые и прикладные проблемы».

## Награды
За успешную службу в горячих точках и безупречную службу в органах внутренних дел отмечен многими наградами.
- Орден Мужества (1995)
- Медаль ордена «За заслуги перед Отечеством» II степени (1996)
- Медаль «За отличие в охране общественного порядка» (1998)
- Орден Преподобного Сергия Радонежского III степени (2003)
- Орден Почёта (2006)
- Заслуженный деятель науки Российской Федерации (2009)
- Медаль «За укрепление парламентского сотрудничества» (17 апреля 2014 года, Межпарламентская ассамблея СНГ) — за особый вклад в развитие парламентаризма, укрепление демократии, обеспечение прав и свобод граждан в государствах — участниках Содружества Независимых Государств[11]